# Incendie du cirque de Bangalore
L'incendie du cirque de Bangalore est un incendie survenu le 7 février 1981 au Venus Circus à Bangalore, en Inde, lors duquel plus de 92 personnes sont mortes, la majorité d'entre elles étant des enfants. L'incendie du cirque avait quelques similitudes avec l'incendie du cirque de Hartford, qui s'est produit dans l'après-midi du 6 juillet 1944.

## Incendie
L'incendie a balayé le chapiteau principal du cirque, qui s'est effondré en flammes sur une foule d'environ 4 000 personnes, déclenchant une bousculade vers les sorties. L'incendie a fait 92 morts et 300 autres blessés. 56 des personnes tuées, et beaucoup de celles blessées, étaient des écoliers. Plus d'enfants ont été tués dans la bousculade que par l'incendie. 21 adultes décédés étaient des mères et des enseignants qui avaient amené les enfants à la matinée spéciale du samedi pour les enfants. Plusieurs des victimes de brûlures ont été carbonisées au point d'être méconnaissables. Au total, 119 patients ont été traités au centre des grands brûlés de l'hôpital Victoria (en). Quatorze patients avec plus de 80% de brûlures sont décédés dans les 48 heures suivant la catastrophe. 32 patients ont été opérés par greffe de peau ou par lambeau.

## Cause
La cause de l'incendie a été supposée être une cigarette jetée,. L'incendie a éclaté à la porte arrière alors qu'une matinée de trois heures était terminée et que les spectateurs se dirigeaient vers les sorties. Outre les spectateurs à l'intérieur, une autre foule immense attendait à l'extérieur du chapiteau le prochain spectacle. Les flammes se sont rapidement propagées à travers le dessus en toile et les gradins en bois, fouettées par des vents violents. Il n'a fallu que 15 minutes pour que le feu consume la tente, bien avant l'arrivée des premiers camions de pompiers. La tribune des spectateurs de 4000 places a également été détruite lors de l'incendie. Il n'a pas été possible de demander de l'aide immédiatement car les lignes téléphoniques étaient coupées. De nombreuses interprètes féminines ont couru dans l'incendie pour sauver les enfants. Aucun animal n'a été blessé car ils n'étaient pas à l'intérieur du ring à ce moment-là, et les employés ont éloigné les tigres et les lions en cage de l'incendie. Les éléphants et les chevaux ont brisé leurs attaches et se sont enfuis en lieu sûr.